# Caserne Saint-Jacques
La Caserne Saint-Jacques est un édifice, protégé des monuments historiques, situé sur le territoire de la commune de Perpignan, dans le département français des Pyrénées-Orientales.

## Localisation
La caserne Saint-Jacques est située sur le côté nord-est de la Place du Puig, ancienne place d'armes. Elle est bordée sur sa façade nord-ouest par la Rue Louis-Bausil et au sud-est par la Rue de la Caserne Saint-Jacques. La façade nord-est de l'édifice donne sur les remparts.

## Histoire
Alors que Vauban avait entrepris à Perpignan le renforcement des remparts sur le « front Saint-Jacques », du nom de l'église située à proximité, il est secondé dans cette tâche par l'ingénieur Gabriel de La Mire, puis à partir de 1681, par François Rousselot, ingénieur du roi pour le Roussillon. C'est ce dernier qui fait le constat du manque de logement pour les militaires à Perpignan. En 1685, il propose alors la construction de la caserne Saint-Jacques. Le projet est approuvé par Vauban et la caserne est construite dès l'année suivante.
Les galeries autour de la cour ont été ajoutées au XIXe siècle. Le bâtiment a été transformé en logements sociaux au milieu du XXe siècle.
L'édifice est inscrit au titre des monuments historiques le 21 mars 1983.

## Architecture
L'ingénieur militaire Joblot rapporte dans un mémoire de 1718 que la caserne Saint-Jacques était la plus vaste de Perpignan, pouvant loger jusqu'à 800 hommes et 160 chevaux.